# Abolboda scabrida
Abolboda scabrida är en gräsväxtart som beskrevs av Robert Kral. Abolboda scabrida ingår i släktet Abolboda och familjen Xyridaceae. Inga underarter finns listade i Catalogue of Life.